# Rozane
Rozane is een Nederlandstalig liedje van de Belgische zanger Wim De Craene uit 1975. In dit lied bezingt hij zijn liefde voor Rozane, een tactisch gekozen pseudoniem voor de Vlaamse actrice Chris Thys, zus van Leah Thys, omdat zijn toenmalige vrouw Roos heette.
De B-kant van de single was het liedje Sara. Beide nummers verschenen op zijn album Brussel.

## Meewerkende artiesten
- Producer:
  - Al Van Dam
- Muzikanten:
  - Wim De Craene (zang en gitaar)
  - Clee Van Herzeele (tuba)
  - Luc De Clus (gitaar, elektrische gitaar, steelgitaar)
  - Paul Lambert (piano, orgel)
  - Peggy Coolens (zang)
  - Raf Lenssens (drums)